# Rebecca MacKinnon
Rebecca MacKinnon (Berkely, California; 16 de septiembre de 1969) es una periodista, corresponsal y bloguera estadounidense. 
Trabajó para las oficinas de CNN en Pekín y más tarde de las de Tokio, antes de dejar de trabajar en televisión para ser cofundadora de la organización Global Voices Online. MacKinnon es parte de la junta directiva de la Iniciativa de Red Global (GNI, por sus siglas en inglés) y del Comité para la Protección de los Periodistas. Actualmente pertenece a la New America Foundation como asociada de Bernard L. Schwartz.

## Primeros años
Rebecca MacKinnon nació en Berkeley (California), en 1968. Cuando tenía tres años, su familia se mudó a Tempe donde su padre, Stephen R. MacKinnon, comenzó a trabajar como profesor de historia china en la Universidad Estatal de Arizona. La investigación académica de sus padres la llevó a pasar la mayor parte de su educación primaria en Delhi (India), Hong Kong y Pekín (China), antes de volver a Arizona para iniciar sus estudios secundarios. Se graduó en Tempe High en 1987 y finalizó sus estudios universitarios en Harvard en 1991, con una licenciatura con honores magna cum laude en Gobierno.
Luego de graduarse, fue becaria Fulbright en Taiwán, donde también trabajó como corresponsal de la revista Newsweek.

## CNN
MacKinnon se unió a la CNN en 1992 como asistente en la sede de Pekín y ascendió a Productora en 1997 y a Jefa de Departamento en 1998. En 2001 se convirtió en Jefa de Departamento de las oficinas de CNN en Tokio. Durante su tiempo en CNN entrevistó a líderes notables como Junichiro Koisumi, dalái lama, Pervez Musharraf y Mohammad Khatami.

## Vida y trabajo reciente
En la primavera de 2004, MacKinnon fue miembro del Centro de Prensa, Política y Política Pública Joan Shorenstein en la Escuela de Gobierno John F. Kennedy de Harvard. Ese verano, se unió al Centro Berkman para Internet y Sociedad de la Escuela de Leyes de Harvard como investigadora, donde permaneció hasta diciembre de 2006. Entre otros proyectos de su autoría en el Centro Berkman, MacKinnon fundó Global Voices Online junto con Ethan Zuckerman. En enero de 2007 se unió al Centro de estudios de periodismo y medios de la Universidad de Hong Kong, donde permaneció hasta enero de 2009. Pasó el período de febrero de 2009 a enero de 2010 llevando a cabo investigaciones y escribiendo como miembro de la Open Society, fundada por el Instituto Open Society de George Soros. Más tarde, en febrero de 2010 se unió al Centro sobre Política de Tecnología de Información de la Universidad de Princeton, donde actuó como miembro visitante mientras trabajaba en un libro sobre el futuro de la libertad en la era de Internet. Desde septiembre de 2010 también ejerce como miembro de la New America Foundation.
En enero de 2007 se unió al Consejo Asesor inaugural de la Fundación Wikimedia. En 2021 asumió como la primera Vicepresidente del área Global Advocacy en esa organización.

### Consent of the Networked
El primer libro de Rebecca MacKinnon, titulado Consent of the Networked: The Worldwide Struggle For Internet Freedom, fue publicado por Basic Books en enero de 2012. En una entrevista, MacKinnon dijo que en su libro ella argumenta, entre otras cosas, que:
no podemos asumir que Internet vaya a evolucionar automáticamente hacia una dirección compatible con la democracia. Depende de cómo la tecnología se estructure, gobierne y use. Los gobiernos y las corporaciones están trabajando activamente para moldear Internet a sus propias necesidades. Las situaciones más insidiosas tienen lugar cuando los gobiernos y las corporaciones combinan sus esfuerzos para ejercer su poder al mismo tiempo sobre la misma gente, prácticamente sin restricciones y sin rendir cuentas a nadie. Es por esto que argumento que si nosotros, la gente, no nos despertamos y peleamos por la protección de nuestros propios derechos e intereses en Internet, no nos deberíamos sorprender al despertar un día y descubrir que ya han sido programados, legislados y vendidos.